# Thamnophis fulvus
Espèce
Synonymes
- Eutaenia cyrtopsis var. fulvus Bocourt, 1893
- Thamnophis sumichrasti cerebrosus Smith, 1942
- Thamnophis sumichrasti salvini Smith, Nixon & Smith, 1950

Statut de conservation UICN

 LC  : Préoccupation mineure
Thamnophis fulvus est une espèce de serpents de la famille des Natricidae. 

## Répartition
Cette espèce se rencontre, :
- dans le sud-est du Mexique ;
- au Guatemala ;
- au Honduras ;
- au Salvador.

## Description
Cette espèce est ovovivipare.

## Publication originale
- Bocourt, 1893, in Duméril, Bocourt & Mocquard, 1870-1909 : Études sur les reptiles, p. 1-1012, in Recherches Zoologiques pour servir a l'Histoire de la Faune de l'Amérique Centrale et du Mexique. Mission Scientifique au Mexique et dans l'Amérique, Imprimerie Impériale, Paris.